# Rojo pompeyano
El rojo pompeyano se refiere al color de un pigmento mineral a base de óxido de hierro con un tono cercano al ocre rojo, llamado así debido a su uso común en la pintura romana antigua y al hecho de que es abundante en los murales de Pompeya.
Este término también define el color ocre rojo del yeso característico de la cerámica romana.

## Historia del concepto

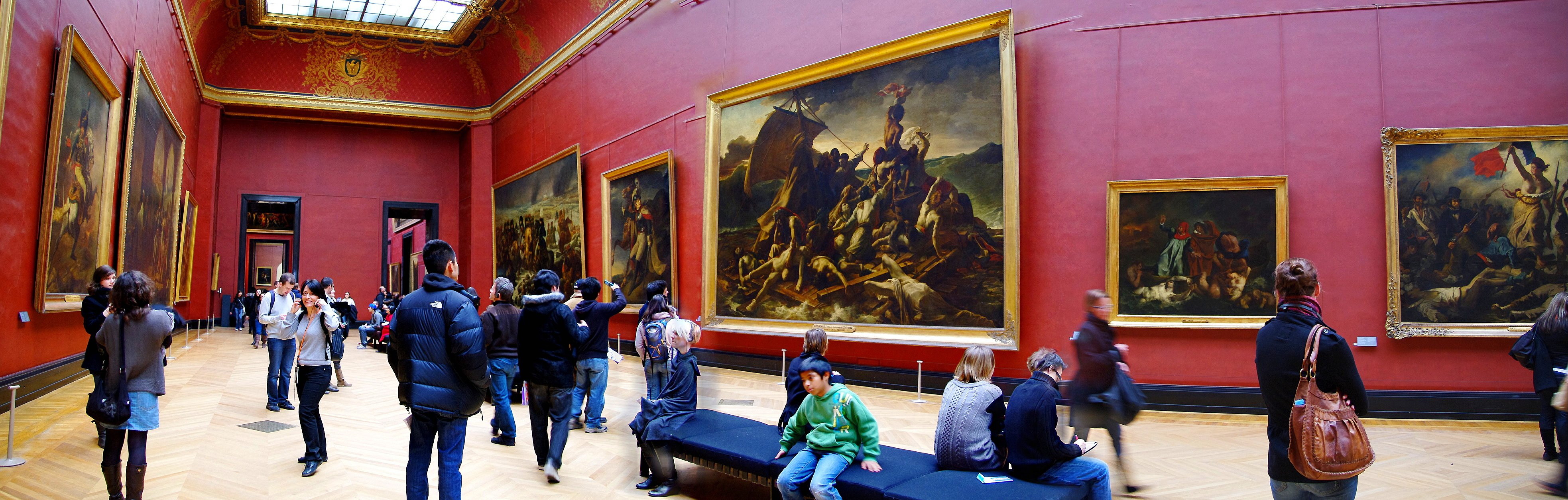
Museo del Louvre

El concepto de rojo pompeyano nació con el redescubrimiento del yacimiento de Pompeya en el siglo XVIII y su influencia en el arte y el gusto en Europa. El Café Procope de París, redecorado en los años 1980 con un estilo que recordaba el gusto de finales del siglo XVIII, estaba revestido de paredes de color rojo pompeyano. En el siglo XIX, los museos adoptaron con frecuencia el rojo pompeyano para sus paredes. Fue ampliamente utilizado en la decoración de residencias y palacios construidos en el siglo XIX para emular las grandes villas romanas, como la Casa Pompeya (ya desaparecida) construida por el príncipe Napoleón José Carlos Bonaparte en la avenida Montaigne de París, o el Pompejanum construido por Luis I de Baviera en Aschaffenburg.
El rojo pompeyano no es un color definido desde un punto de vista cromático o según los pigmentos utilizados, sino una referencia estética y cultural.

## Pigmentos rojos en Pompeya

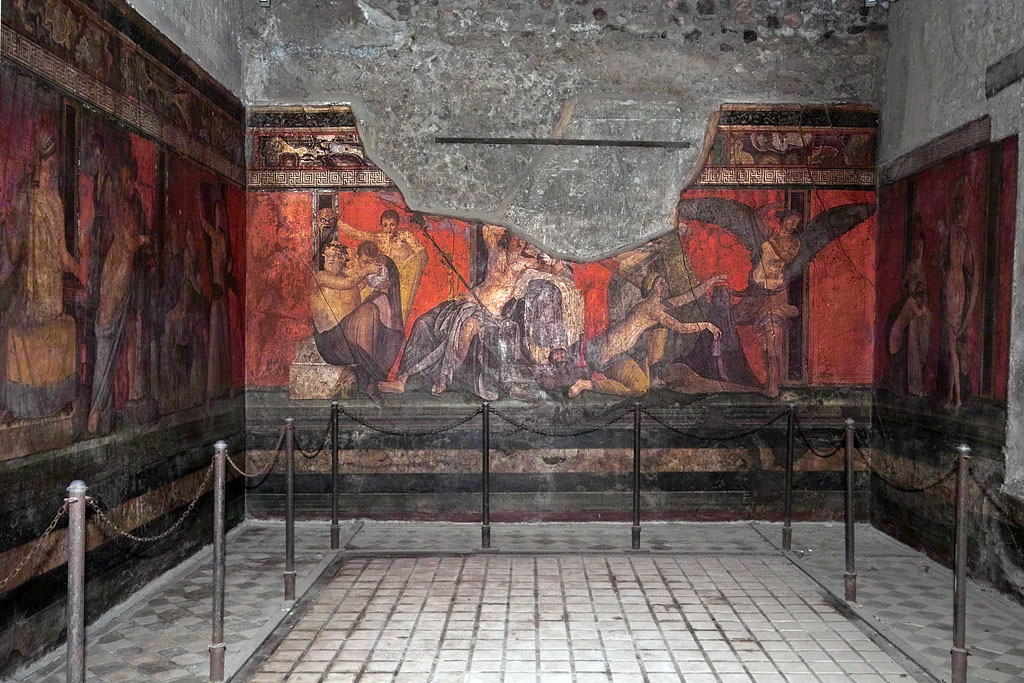
Villa de los Misterios, Pompeya

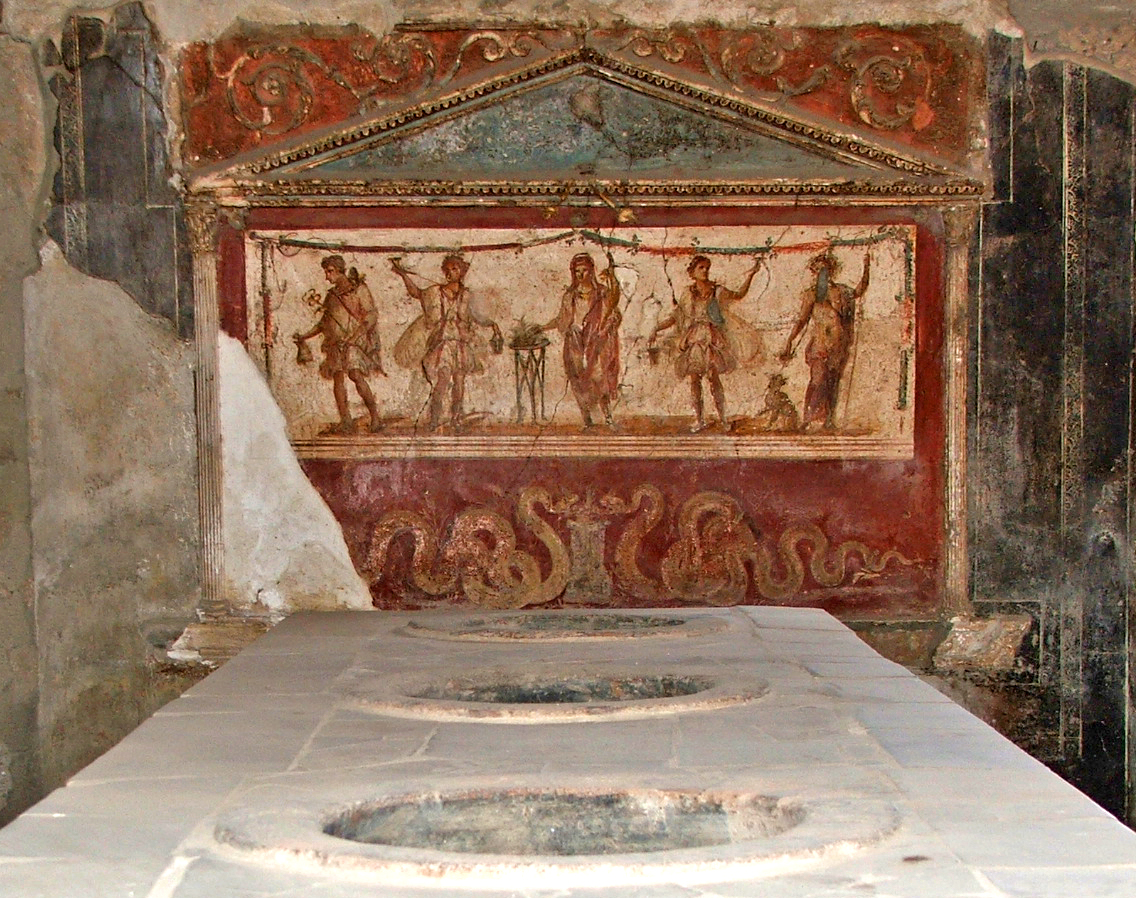
Termopolio de Vetutius Placidus, Pompeya

Es importante no confundir los colores obtenidos con los pigmentos utilizados para realizarlos. El vocabulario latino es impreciso en este ámbito, y Plinio el Viejo, que es la principal fuente para los colores en la pintura antigua, confunde los términos que designan a uno u otro. El término francés rouge pompéien designa un conjunto de rojos oscuros que varían aproximadamente en torno al ocre rojo, tendiendo a veces más o menos hacia el ocre marrón o el violeta, y no un pigmento en particular.
Los pigmentos rojos utilizados en Pompeya para obtener el rojo pompeyano incluyen cinabrio, sinopis y ocre rojo. Los pintores también superpusieron capas de diferentes pigmentos.
Podría tratarse también de ocre amarillo, cuyo color se transformó en ocre rojo en el momento de la erupción por efecto del calor, mutación ya conocida por los antiguos al exponerse a un calor superior a 700 °C. Un equipo dirigido por Sergio Omarini ha demostrado que una parte importante de las paredes rojas de Pompeya debía ser de color ocre amarillo antes de la erupción del año 79; la impresión que tenemos de un fuerte predominio del rojo, que dio origen a la expresión rojo pompeyano, no corresponde, por tanto, a la impresión que tenían los contemporáneos.